# Izel-lès-Équerchin
Pour les articles homonymes, voir Izel.
Izel-lès-Équerchin est une commune française située dans le département du Pas-de-Calais en région Hauts-de-France. Ses habitants sont appelés les Izellois.
La commune fait partie de la communauté de communes Osartis Marquion qui regroupe 49 communes et compte 42 651 habitants en 2021.

## Géographie

### Localisation
Localisée dans le sud-est du département du Pas-de-Calais, Izel-lès-Équerchin est une commune située, à vol d'oiseau, à 9 km à l'est de la commune de Douai, à 11 km au sud-est de la commune de Lens (aire d'attraction) et à 14 km au nord-est de la commune d’Arras (chef-lieu d'arrondissement et préfecture du Pas-de-Calais).
Le territoire de la commune est limitrophe de ceux de sept communes.
Les communes limitrophes sont  Bois-Bernard, Drocourt, Fresnes-lès-Montauban, Hénin-Beaumont, Neuvireuil, Quiéry-la-Motte et Vitry-en-Artois.

### Géologie et relief
La superficie de la commune est de 9,91 km2 ; l'altitude varie entre son altitude varie de 31  à   69 m.

### Hydrographie
Le territoire de la commune est situé dans le bassin Artois-Picardie.
Il est traversé par l'Escrebieux, cours d'eau naturel non navigable de 11,68 km, qui prend sa source dans la commune d'Izel-lès-Equerchin et se jette dans la Deûle au niveau de la commune de Flers-en-Escrebieux dans le département du Nord.

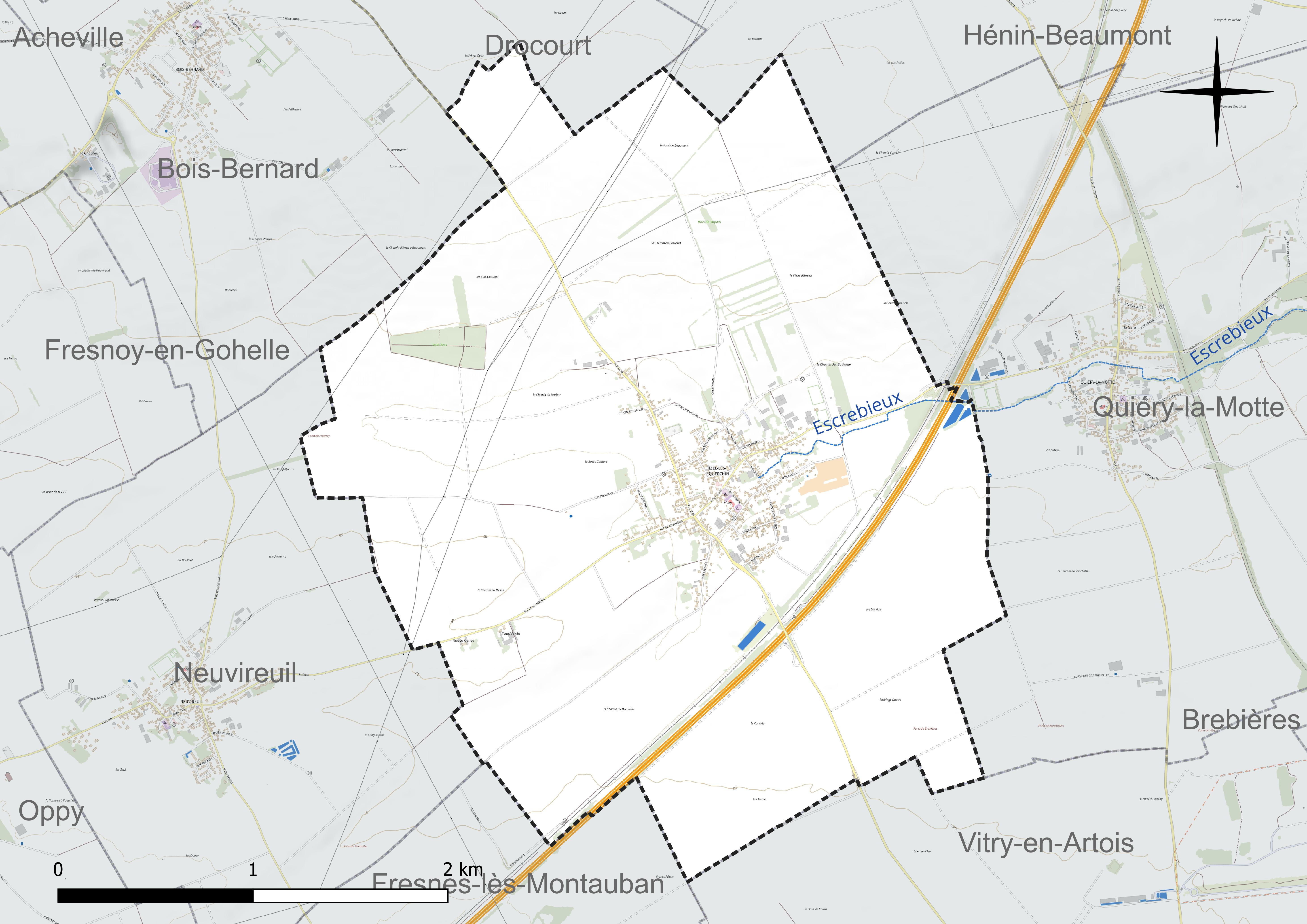
Réseau hydrographique d'Izel-lès-Équerchin.

### Climat
Pour des articles plus généraux, voir Climat des Hauts-de-France et Climat du Pas-de-Calais.
En 2010, le climat de la commune est de type climat océanique dégradé des plaines du Centre et du Nord, selon une étude du CNRS s'appuyant sur une série de données couvrant la période 1971-2000. En 2020, Météo-France publie une typologie des climats de la France métropolitaine dans laquelle la commune est exposée à un climat océanique et est dans la région climatique Nord-est du bassin Parisien, caractérisée par un ensoleillement médiocre, une pluviométrie moyenne régulièrement répartie au cours de l’année et un hiver froid (3 °C).
Pour la période 1971-2000, la température annuelle moyenne est de 10,5 °C, avec une amplitude thermique annuelle de 14,6 °C. Le cumul annuel moyen de précipitations est de 727 mm, avec 12,3 jours de précipitations en janvier et 9 jours en juillet. Pour la période 1991-2020, la température moyenne annuelle observée sur la station météorologique la plus proche, située sur la commune de Douai à 9 km à vol d'oiseau, est de 11,0 °C et le cumul annuel moyen de précipitations est de 729,2 mm,. Pour l'avenir, les paramètres climatiques de la commune estimés pour 2050 selon différents scénarios d'émission de gaz à effet de serre sont consultables sur un site dédié publié par Météo-France en novembre 2022.

### Milieux naturels et biodiversité

#### Espèces faunistiques et floristiques
L’Inventaire national du patrimoine naturel (INPN) recense plusieurs espèces faunistiques et floristiques sur le territoire de la commune dont certaines sont protégées et d’autres menacées et quasi-menacées.

## Urbanisme

### Typologie
Au 1er janvier 2024, Izel-lès-Équerchin est catégorisée commune rurale à habitat dispersé, selon la nouvelle grille communale de densité à sept niveaux définie par l'Insee en 2022.
Elle est située hors unité urbaine. Par ailleurs la commune fait partie de l'aire d'attraction de Lens - Liévin, dont elle est une commune de la couronne,. Cette aire, qui regroupe 50 communes, est catégorisée dans les aires de 200 000 à moins de 700 000 habitants,.

### Occupation des sols
L'occupation des sols de la commune, telle qu'elle ressort de la base de données européenne d’occupation biophysique des sols Corine Land Cover (CLC), est marquée par l'importance des territoires agricoles (89,3 % en 2018), en diminution par rapport à 1990 (93,9 %). La répartition détaillée en 2018 est la suivante :
terres arables (89,3 %), zones urbanisées (6,9 %), zones industrielles ou commerciales et réseaux de communication (3,7 %). L'évolution de l’occupation des sols de la commune et de ses infrastructures peut être observée sur les différentes représentations cartographiques du territoire : la carte de Cassini (XVIIIe siècle), la carte d'état-major (1820-1866) et les cartes ou photos aériennes de l'IGN pour la période actuelle (1950 à aujourd'hui).

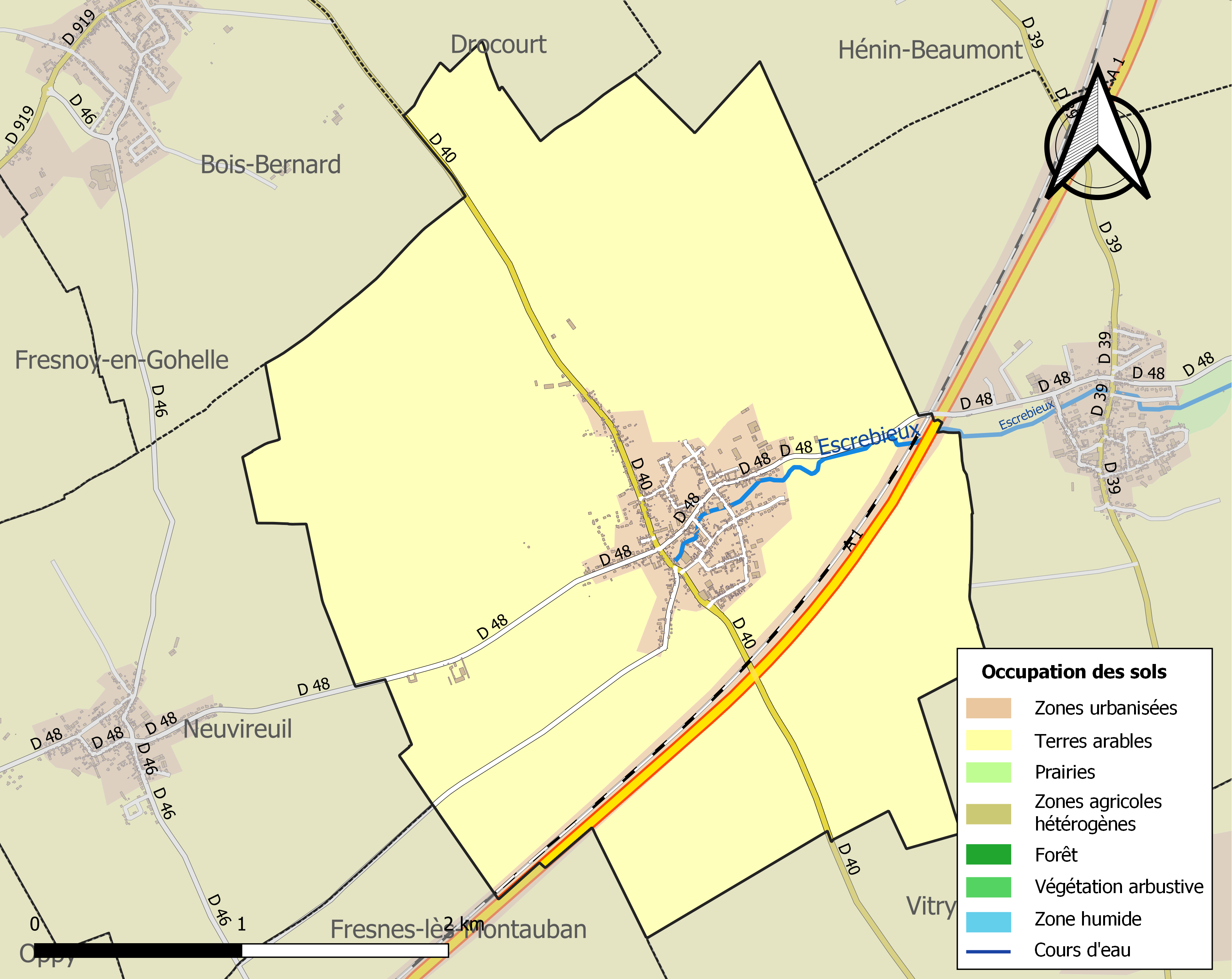
Carte des infrastructures et de l'occupation des sols de la commune en 2018 (CLC).

### Logement
En 2009, le nombre total de logements dans la commune était de 375, alors qu'il était de 319 en 1999.
Parmi ces logements, 95,4 % étaient des résidences principales, 0,3 % des résidences secondaires et 4,3 % des logements vacants. Ces logements étaient pour 99,7 % d'entre eux des maisons individuelles et pour 0,3 % des appartements.
La proportion des résidences principales, propriétés de leurs occupants était de 90,5 %, sans changement par rapport à 1999 (90,3 %). La part de logements HLM loués vides était de 1,1 %, soit 4 logements alors qu'il n'y en avait aucun en 1999.

## Toponymie
Le nom de la localité est attesté sous les formesYser (vers 1170), Isel (1122), Hiser (1123), Hyser (1156).
La préposition « lès » permet de signifier la proximité d'un lieu géographique par rapport à un autre lieu. Il s'agit d'une localité qui tient à se situer à proximité d'Équerchin.
D'autres sources indiquent qu'Izel signifie « le plus bas », version crédible au regard de la situation de la commune.
Équerchin est un nom d'origine germanique, formé de chin, signifiant « demeure, habitation », et du préfixe eck, ou ecker, « chêne ou angle », ce même préfixe se retrouvant dans le nom de l'Escrebieux, rivière qui prend sa source dans la commune.

## Histoire

### Première Guerre mondiale
La commune est décorée de la croix de guerre 1914-1918 par décret du 23 septembre 1920, distinction également attribuée à 276 autres communes du Pas-de-Calais.

## Politique et administration

### Découpage territorial
La commune se trouve dans l'arrondissement d'Arras du département du Pas-de-Calais.

#### Commune et intercommunalités
La commune est membre de la communauté de communes Osartis Marquion.

#### Circonscriptions administratives
La commune est rattachée au canton de Brebières.

#### Circonscriptions électorales
Pour l'élection des députés, la commune fait partie de la deuxième circonscription du Pas-de-Calais.

### Élections municipales et communautaires

#### Liste des maires
| Période                                  | Période                    | Identité         | Étiquette | Qualité                                                    |
| ---------------------------------------- | -------------------------- | ---------------- | --------- | ---------------------------------------------------------- |
| Les données manquantes sont à compléter. |                            |                  |           |                                                            |
| Mars 1995                                | Mai 2020                   | Georges Houziaux |           | Réélu pour le mandat 2014-2020,                            |
| 26 mai 2020                              | En cours (au 24 mars 2022) | Corinne Dubois   |           | Profession intermédiaire de la santé et du travail social, |

## Population et société

### Démographie
Les habitants sont appelés les Izellois.

#### Évolution démographique
L'évolution du nombre d'habitants est connue à travers les recensements de la population effectués dans la commune depuis 1793. Pour les communes de moins de 10 000 habitants, une enquête de recensement portant sur toute la population est réalisée tous les cinq ans, les populations de référence des années intermédiaires étant quant à elles estimées par interpolation ou extrapolation. Pour la commune, le premier recensement exhaustif entrant dans le cadre du nouveau dispositif a été réalisé en 2008.

En 2022, la commune comptait 1 049 habitants, en évolution de +6,39 % par rapport à 2016 (Pas-de-Calais : −0,72 %, France hors Mayotte : +2,11 %).
| 1793 | 1800 | 1806 | 1821 | 1831 | 1836 | 1841 | 1846 | 1851 |
| ---- | ---- | ---- | ---- | ---- | ---- | ---- | ---- | ---- |
| 532  | 525  | 511  | 691  | 676  | 659  | 660  | 688  | 682  |

| 1856 | 1861 | 1866 | 1872 | 1876 | 1881 | 1886 | 1891 | 1896 |
| ---- | ---- | ---- | ---- | ---- | ---- | ---- | ---- | ---- |
| 681  | 680  | 738  | 794  | 781  | 774  | 805  | 811  | 853  |

| 1901 | 1906 | 1911 | 1921 | 1926 | 1931 | 1936 | 1946 | 1954 |
| ---- | ---- | ---- | ---- | ---- | ---- | ---- | ---- | ---- |
| 856  | 841  | 798  | 503  | 583  | 653  | 688  | 702  | 709  |

| 1962 | 1968 | 1975 | 1982 | 1990 | 1999 | 2006 | 2008 | 2013 |
| ---- | ---- | ---- | ---- | ---- | ---- | ---- | ---- | ---- |
| 778  | 800  | 835  | 795  | 817  | 779  | 881  | 910  | 930  |

| 2018  | 2022  | - | - | - | - | - | - | - |
| ----- | ----- | - | - | - | - | - | - | - |
| 1 037 | 1 049 | - | - | - | - | - | - | - |

#### Pyramide des âges
En 2018, le taux de personnes d'un âge inférieur à 30 ans s'élève à 33,2 %, soit en dessous de la moyenne départementale (36,7 %). De même, le taux de personnes d'âge supérieur à 60 ans est de 24,8 % la même année, alors qu'il est de 24,9 % au niveau départemental.
En 2018, la commune comptait 527 hommes pour 510 femmes, soit un taux de 50,82 % d'hommes, largement supérieur au taux départemental (48,50 %).
Les pyramides des âges de la commune et du département s'établissent comme suit.
| Hommes | Classe d’âge | Femmes |
| ------ | ------------ | ------ |
| 0,4    | 90 ou +      | 1,8    |
| 3,8    | 75-89 ans    | 9,4    |
| 17,1   | 60-74 ans    | 17,3   |
| 25,0   | 45-59 ans    | 20,4   |
| 18,2   | 30-44 ans    | 20,2   |
| 12,9   | 15-29 ans    | 12,5   |
| 22,6   | 0-14 ans     | 18,4   |

| Hommes | Classe d’âge | Femmes |
| ------ | ------------ | ------ |
| 0,5    | 90 ou +      | 1,6    |
| 5,6    | 75-89 ans    | 8,9    |
| 16,7   | 60-74 ans    | 18,1   |
| 20,2   | 45-59 ans    | 19,2   |
| 18,9   | 30-44 ans    | 18,1   |
| 18,2   | 15-29 ans    | 16,2   |
| 19,9   | 0-14 ans     | 17,9   |

## Économie

### Revenus de la population et fiscalité
En 2010, le revenu fiscal médian par ménage était de 33 315 €, ce qui plaçait Izel-lès-Équerchin au 8 718e rang parmi les 31 525 communes de plus de 39 ménages en métropole.

### Emploi
En 2009, la population âgée de 15 à 64 ans s'élevait à 606 personnes, parmi lesquelles on comptait 70,1 % d'actifs dont 66,9 % ayant un emploi et 3,1 % de chômeurs.
On comptait 75 emplois dans la zone d'emploi, contre 58 en 1999. Le nombre d'actifs ayant un emploi résidant dans la zone d'emploi étant de 408, l'indicateur de concentration d'emploi est de 18,4 %, ce qui signifie que la zone d'emploi offre seulement de l'ordre d'un emploi pour six habitants actifs.

### Entreprises et commerces
Au 31 décembre 2010, Izel-lès-Équerchin comptait 41 établissements : 17 dans l’agriculture-sylviculture-pêche, aucun dans l'industrie, 6 dans la construction, 14 dans le commerce-transports-services divers et 4 étaient relatifs au secteur administratif.
En 2011, 3 entreprises ont été créées à Izel-lès-Équerchin, toutes par des autoentrepreneurs.

## Culture locale et patrimoine

### Lieux et monuments
- L'église Saint-Martin
- Le monuments aux morts d'Henri-Émile Rogerol[34].

### Héraldique
|  | Les armes de la ville se blasonnent ainsi : Écartelé: aux 1er et 4e d'or à la croix ancrée de gueules, aux 2e et 3e de sinople à la bande losangée de sable et d'argent de deux tires. |

## Pour approfondir

#### Bases de données, dictionnaires et encyclopédies
- Ressources relatives à la géographie :   - Insee (communes)
  - Ldh/EHESS/Cassini
- Ressource relative à plusieurs domaines :   - Annuaire du service public français
- Notices d'autorité :   - BnF (données)